# 7 Eridani
7 Eridani, eller CV Eridani, är en misstänkt långsam irreguljär variabel av LB-typ (LB:) i stjärnbilden Eridanus. 
Stjärnan har visuell magnitud +5,55 utan någon fastställd amplitud eller periodicitet. Den befinner sig på ett avstånd av ungefär 830 ljusår.